# Kędziornik
Kędziornik (Prosthemadera novaeseelandiae) – gatunek średniej wielkości ptaka z rodziny miodojadów (Meliphagidae). Endemit Nowej Zelandii, najliczniej występuje na Wyspie Północnej. Nie jest zagrożony.

## Systematyka
Jest to jedyny przedstawiciel rodzaju Prosthemadera. Wyróżnia się dwa podgatunki P. novaeseelandiae:
- P. n. novaeseelandiae (J. F. Gmelin, 1788) – Nowa Zelandia, Wyspy Auckland, Wyspa Stewart i Kermadec
- P. n. chathamensis E. Hartert, 1928 – Wyspy Chatham

Podgatunek kermadecensis, opisany z wysp Kermadec, uznany za nieodróżnialny od nominatywnego.

## Morfologia
Długość ciała około 30 cm. Masa ciała: samce około 125 g, samice około 90 g.
Na pierwszy rzut oka ptak wydaje się całkowicie czarny poza małą kępką białych piór na podgardlu i delikatnych białych pasków na szyi. Bliższe przyjrzenie się pozwala dostrzec brązowe pióra na wierzchu skrzydeł oraz kolorowy połysk czarnych piór.

## Ekologia i zachowanie
BiotopLasy liściaste położone poniżej 1500 m n.p.m. Spotykany również w gęstszych zaroślach w pobliżu osad ludzkich.
ZachowanieSamce agresywnie bronią swoich terytoriów. Początkowo próbują przegonić intruza naśladując ludzką mowę, gdy to nie pomoże, atakują swoim ostrym dziobem.
GłosPodobnie jak papugi potrafią naśladować ludzki głos. Ponadto charakterystyczne dla kędziornika są głośne dźwięki przypominające odgłosy dzwonka.
RozródOkres składania jaj przypada od września do stycznia. Gniazdo, zbudowane przez samicę wysoko na drzewie, to nieporęczna konstrukcja z gałązek i patyków, wyłożona drobnymi trawami. W zniesieniu 2–4 białe lub jasnoróżowe jaja z czerwono-brązowym plamkowaniem. Inkubacją zajmuje się wyłącznie samica przez około 2 tygodnie. Pisklęta są początkowo karmione tylko przez samicę, ale później pomaga jej samiec. Młode są w pełni opierzone i opuszczają gniazdo w wieku około 21 dni.
PożywienieIch ulubionym pokarmem jest nektar i spadź. W sezonie lęgowym w skład diety wchodzą też bezkręgowce (zwłaszcza owady), a jesienią owoce. Korzystają też z ustawionych w ogrodach poidełek z posłodzoną wodą.

## Status
IUCN uznaje kędziornika za gatunek najmniejszej troski (LC, Least Concern) nieprzerwanie od 1988 roku. Liczebność populacji szacuje się na 2500–9999 dorosłych osobników. Trend liczebności populacji uznawany jest za spadkowy.